# Gmina Chełmek
Die Gmina Chełmek [ˈxɛu̯mɛk] ist eine Stadt-und-Land-Gemeinde im Powiat Oświęcimski der Woiwodschaft Kleinpolen in Polen. Ihr Sitz ist die gleichnamige Stadt mit etwa 9100 Einwohnern.

## Geographie

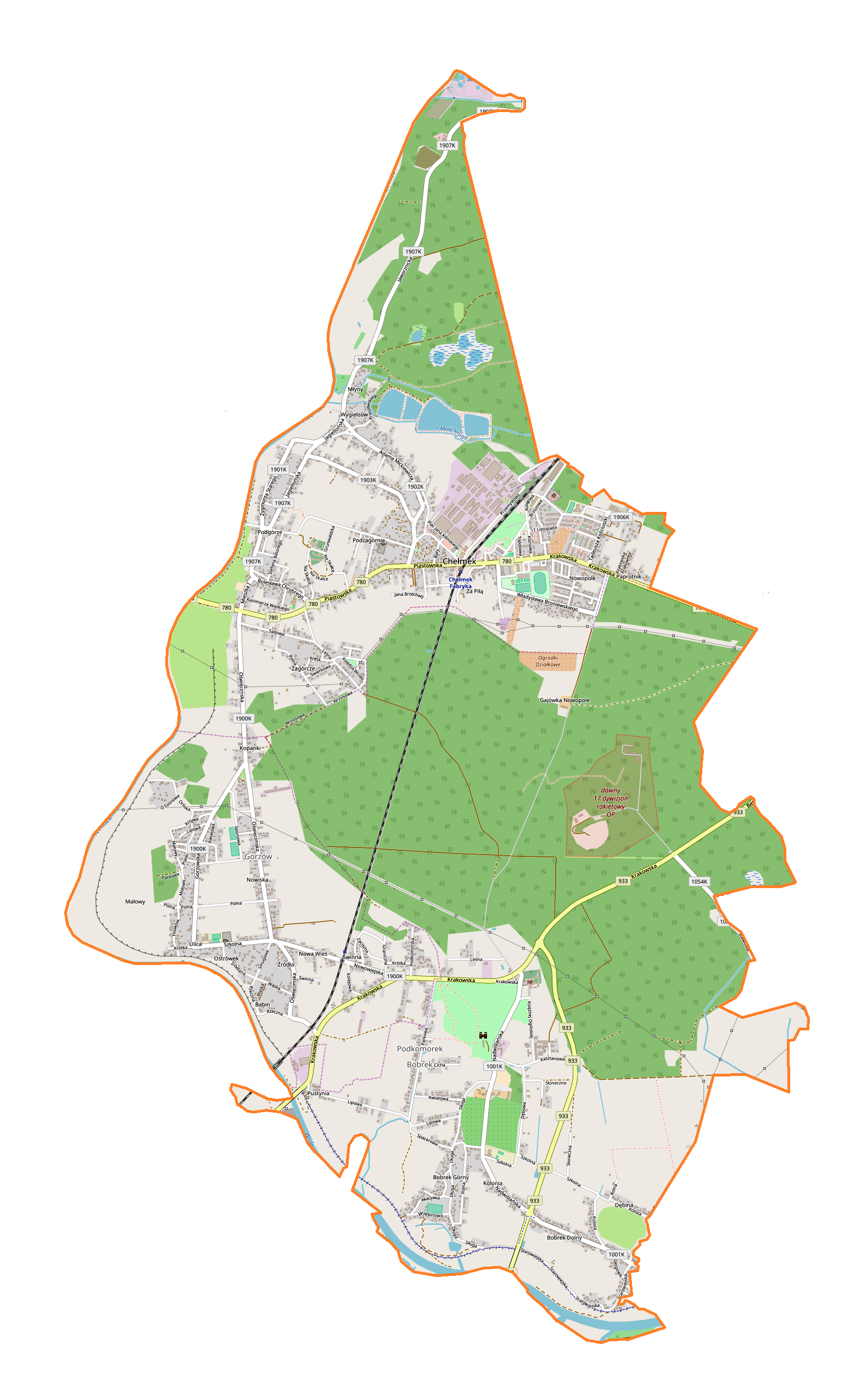
Karte der Gemeinde

Katowice liegt etwa 20 Kilometer nordwestlich und Krakau etwa 50 Kilometer östlich der Gemeindegrenzen. Benachbarte Gemeinden sind Bieruń, Chełm Śląski, Imielin, Jaworzno, Libiąż, die Stadt und die Landgemeinde Oświęcim (Auschwitz).

## Geschichte
Im Jahr 1969 erhielt Chełmek das Stadtrecht. Von 1975 bis 1998 gehörte die Gemeinde zur neu gebildeten Woiwodschaft Bielsko-Biała.
Die Stadt ging eine Partnerschaft mit Leinefelde ein, einem Stadtteil der Stadt Leinefelde-Worbis in Thüringen, Deutschland.

## Gliederung
Zur Stadt-und-Land-Gemeinde (gmina miejsko-wiejska) gehören neben der Stadt Chełmek die Dörfer Bobrek und Gorzów mit einem Schulzenamt. Eine weitere Ortschaft der Gemeinde ist die Waldsiedlung Nowopole.

## Verkehr
Die Stadt liegt an der Woiwodschaftsstraße DW780, diese mündet in die Landesstraße DK44 von Oświęcim nach Tychy. Im Osten endet die DW780 in Krakau. Die Autostrada A4 verläuft zwei Kilometer nördlich der Gemeindegrenzen. Über diese Straßen können auch die internationalen Flughäfen Katowice und Krakau-Balice erreicht werden.
Die Stadt liegt an der Bahnlinie von Trzebinia über Oświęcim nach Czechowice-Dziedzice.